# Randy Rhoads
Randall William „Randy“ Rhoads (6. prosince 1956 Santa Monica, Kalifornie – 19. března 1982 Leesburg, Florida) byl americký heavy metalový a klasický kytarista, známý svou spoluprací s Ozzym Osbournem. Začínal s hraním na kytaru v šesti letech, když našel na půdě starého Gibsona po dědovi. Údajně hrál až 7 hodin denně. V 17 letech byl člen kapely Quiet Riot. S Ozzym natočil alba Blizzard Of Ozz a Diary of a Madman.
Zemřel tragicky při pádu malého výletního letadla během turné. Řidič autobusu Andy Aycock, držitel soukromé pilotní licence – po nepřetržité desetihodinové jízdě za volantem – využil příležitosti k odpočinkovému letu. Zlákat se nechali Rachel Youngblood, kostymérka a vizážistka kapely, a Randy Rhoads. Letadlo několikrát proletělo těsně nad parkujícím autobusem, v němž se nacházel zbytek kapely. Při jednom přeletu však letadlo zavadilo křídlem o střechu autobusu, následně narazilo do stromu a poté i do jednoho domku a vzplanulo. Všichni tři byli na místě mrtví.
Firma Jackson vyrábí model kytar Randy Rhoads (podobné typu Flying V). Kytary Polka Dot V vyrábí Karl Sandoval.
Také legendární firma Marshall zařadila mezi své "Signature Series" model zesilovače věnovaný právě Randymu Rhoadsovi. Jedná se o model 1959RR a poznávacím znamením (krom obrovského výkonu) je pro Randyho charakteristická bílá barva potahu.